# José Parada Leitão

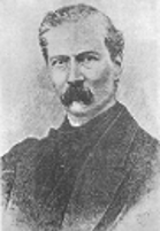
José Parada Leitão

José de Parada e Silva Leitão (Cernache do Bonjardim, 9 de Junho de 1809 — 1880)  foi um oficial do Exército Português, bacharel formado em Filosofia e Matemática pela Universidade de Coimbra em 1837, professor na Academia Politécnica do Porto, onde ensinava a 8ª cátedra de Física e Mecânica Industrial, da Escola Industrial do Porto e do Instituto Industrial.
Estudou no Seminário das Missões de Cernache de Bonjardim, no Convento de S. Vicente de Fora, no Real Colégio Militar de Lisboa e na Universidade de Coimbra, onde se associou aos grupos liberais.
Foi um liberal com intervenção política notável. Foi um do bravos do Mindelo. Após a convenção de Gramido, abandonou a política e concentrou-se no ensino e jornalismo. Fundou o jornal O Industrial Portuense. Foi redator da Estrella do Norte e do Nacional, jornais portuenses defensores da causa liberal.
O seu nome foi dado a um museu de engenharia no Instituto Politécnico do Porto.